# Oficyna Wydawnicza Volumen
Oficyna Wydawnicza Volumen – została założona w 1989 roku jako kontynuacja działalności podziemnego Niezależnego Wydawnictwa Książkowego Wers. Specjalizuje się w książkach z zakresu historii Polski i historii powszechnej, antropologii kulturowej i szeroko rozumianej myśli humanistycznej. Jest wydawcą m.in. podręczników akademickich z tych dziedzin.
W toku swej działalności Volumen współpracował m.in. z następującymi wydawnictwami: Bellona, Marabut, Alfa, Wydawnictwa Szkolne i Pedagogiczne, Niezależna Oficyna Wydawnicza, Dom Wydawniczo-Księgarski Klon, Instytut Wydawniczy „Pax”, a także ze Stowarzyszeniem Pokolenie oraz Ligą Republikańską.
Książki ukazują się w seriach wydawniczych: Nowa Marianna, O Wolność i Niepodległość, Czarna, Alfa i Omega, Piękne Książki, Podróże po Historii, Historia Najnowsza, Tworzenie Europy (seria nieukończona, zamknięta), Człowiek i Społeczeństwo (W Kręgu Codzienności) (seria zamknięta). W 2009 r. Volumen zainaugurował serię podręcznikową – wydzielając do niej klasyczne podręczniki akademickie. Ukazało się także kilka książek w kolekcji Podróżnicy mimo woli. Volumen współwydawał niektóre tytuły z serii Średniowiecze wydawnictwa Marabut. Ma w dorobku także kolekcję albumów z historii najnowszej.
Był pierwszym współwydawcą serii: Brostiana oraz Klio w Niemczech. Seria Klio w Niemczech to część projektu translacyjnego Niemieckiego Instytutu Historycznego w Warszawie, którego celem jest ukazanie najciekawszych zjawisk niemieckiej historiografii powojennej. Równoległa seria Klio in Polen popularyzuje polską literaturę historyczną w Niemczech. Wydawnictwo Volumen wydało pierwsze pięć tomów tej serii. Na początku lat 90. XX wieku realizowało rozległy projekt edytorski Uniwersytetu Wrocławskiego dotyczący dziejów Śląska.
W serii Nowa Marianna (La Nouvelle Marianne) wydawnictwo wydało szereg unikatowych już dziś pozycji, udostępniając polskiemu czytelnikowi prace wybitnych historyków i uczonych francuskich, głównie z zakresu mediewistyki.
W serii O Wolność i Niepodległość ukazują się fundamentalne monografie polskiej historiografii – dzieła wielkich historyków II Rzeczypospolitej, nigdy nie wznawiane w PRL, a także monografie oddziałów antykomunistycznego podziemia zbrojnego oraz pisane współcześnie prace na tematy zakazane do 1989 roku.
Seria Czarna to seria eseju z różnych dziedzin humanistyki, zróżnicowana pod względem zarówno tematyki, jak i poziomu merytorycznego refleksji.
W serii Alfa i Omega wydawnictwo zamierzało prezentować książki niewielkie objętościowo, zawierające „pigułkę” wiedzy na temat zagadnień z wielu dziedzin życia i nauki. Od 2001 seria nie ukazuje się.
Volumen wydaje także literaturę piękną, co zapoczątkowała w 1996 r. przetłumaczona później na kilka języków książka Piotra Bednarskiego Błękitne śniegi (wydanie nowe, rozszerzone, ukazało się w 2011 r.), oraz literaturę faktu.
Volumen jest pomysłodawcą oraz współwydawcą Encyklopedii Solidarności. W 2009 r. we współpracy z wyd. Bellona zrealizował rocznicowy projekt Kanon Literatury Podziemnej.

## Seria Nowa Marianna
Nowa Marianna (La Nouvelle Marianne) – książkowa seria wydawnicza Oficyny Wydawniczej Volumen. Większość tytułów ukazała się w latach 1994–1999, kilka w latach 2001–2002, następnie ponownie od roku 2010.
- Fernand Niel, Albigensi i katarzy, przeł. Maria Żerańska, 1995, s. 104
- Roger Caillois, Człowiek i sacrum, przeł. Anna Tatarkiewicz i Ewa Burska, 1995, s. 214
- Philippe Dollinger, Dzieje Hanzy XII–XVII w., przeł. Vera Soczewińska, wyd. 2, 1997, s. 394, wyd. 2 (koedycja z Niezależną Oficyną Wydawniczą)
- Pierre Riché, Edukacja i kultura w Europie Zachodniej VI–VIII w., przeł. Maria Radożycka-Paoletti, 1995, s. 558 (koedycja z IW Pax)
- Michel Banniard, Geneza kultury europejskiej V–VIII w., przeł. Agnieszka Kuryś, 1995, s. 216
- Jean Delumeau, Grzech i strach. Poczucie winy w kulturze Zachodu XIII–XVIII w., przeł. Adam Szymanowski, 1994, s. 796 (koedycja z IW Pax)
- Francis Lebrun i Jean Carpentier, Historia Europy, przeł. Tadeusz Szafrański, 1994, s. 476
- Marc Ferro, Historia kolonizacji, przeł. Michał Czajka, 1997, s. 444 (koedycja z wyd. Bellona)
- Élisabeth Badinter, Historia miłości macierzyńskiej, przeł. Krzysztof Choiński, 1998, s. 276 (koedycja z Ligą Republikańską)
- Jean-Louis Flandrin, Historia rodziny, przeł. Agnieszka Kuryś, 1998, s. 311 (koedycja z Ligą Republikańską)
- Historia starości, t. 1: Georges Minois, przeł. Katarzyna Marczewska, Od antyku do renesansu, s. 336,  t. 2: Jean-Pierre Bois, Od Montaigne’a do pierwszych emerytur, przeł. Katarzyna Marczewska, s. 326, 1995–1996 (koedycja z wyd. Marabut)
- Georges Vigarello, Historia zdrowia i choroby. Od średniowiecza do współczesności, przeł. Małgorzata Szymańska, 1997, s. 304 (koedycja z Niezależną Oficyną Wydawniczą)
- Jacques Le Goff, Inteligencja w wiekach średnich, przeł. Eligia Bąkowska, 1997, s. 158 (koedycja z wyd. Bellona)
- François Lebrun, Jak dawniej leczono. Lekarze, święci i czarodzieje w XVII i XVIII wieku, przeł. Zofia Podgórska-Klawe, 1997, s. 196 (koedycja z wyd. Bellona)
- Jean Lacouture, Jezuici, t. 1: Zdobywcy, przeł. Halina Lubicz-Trawkowska, 1998, s. 540
- Mireille Hadas-Lebel, Józef Flawiusz. Żyd rzymski, przeł. Jan Radożycki, 1997, s. 202 (koedycja z wyd. Bellona)
- Pierre Riché, Karolingowie. Ród, który stworzył Europę, przeł. Agnieszka Kuryś, 1997, s. 394 (koedycja z Niezależną Oficyną Wydawniczą)
- Georges Minois, Kościół i nauka. Dzieje pewnego niezrozumienia, t. 1: Od Augustyna do Galileusza, s. 408, t. 2: Od Galileusza do Jana Pawła II, s. 450, przeł. Adam Szymanowski,1995–1996 (koedycja z wyd. Bellona)
- Georges Minois, Kościół i wojna. Od czasów Biblii do ery atomowej, przeł. Adam Szymanowski, 1998, s. 492 (koedycja z wyd. Bellona)
- Jean-Paul Roux, Król. Mity i symbole, przeł. Katarzyna Marczewska,1998, s. 336 (koedycja z wyd. Bellona)
- Marc Bloch, Królowie cudotwórcy. Studium na temat nadprzyrodzonego charakteru przypisywanego władzy królewskiej zwłaszcza we Francji i w Anglii, słowo wstępne Jacques Le Goff, przeł. Jan Maria Kłoczowski, 1998, s. 431 (koedycja z wyd. Bellona)
- Jacques Le Goff, Kultura średniowiecznej Europy, przeł. Hanna Szumańska-Grossowa, wyd. 2 i nast. 1994, 1995, s. (587) 592 (koedycja z Domem Księgarsko-Wydawniczym Klon)
- Fernand Braudel i in., Morze Śródziemne. Przestrzeń i historia. Ludzie i dziedzictwo, przeł. Maria Boruszyńska-Borowikowa, Barbara Kuchta i Adam Szymanowski, 1994, s. 256
- Jean-Louis Goglin, Nędzarze w średniowiecznej Europie, przeł. Zofia Podgórska-Klawe, 1998, s. 220 (koedycja z wyd Bellona)
- Ambroise Jobert, Od Lutra do Mohyły. Polska wobec kryzysu chrześcijaństwa 1517–1648, przeł. Elżbieta Sękowska, 1994, s. 334 (koedycja z IW Pax)
- Jean Verdon, Przyjemności średniowiecza, przeł. Jan Maria Kloczowski, 1998, s. 176
- Georges Duby, Rok tysięczny, przeł. Małgorzata Malewicz, 1997, s. 217 (koedycja z wyd. Bellona)
- Jean Delumeau, Skrzydła anioła. Poczucie bezpieczeństwa w duchowości człowieka Zachodu w dawnych czasach, przeł. Agnieszka Kuryś, 1998, s. 610
- Mircea Eliade i Ioan P. Couliano, Słownik religii, przeł. Agnieszka Kuryś, 1994, s. 280
- Jacques Le Goff, Świat średniowiecznej wyobraźni, przeł. Maria Radożycka-Paoletti, 1997, s. 338 (koedycja z wyd. Bellona)
- Jacques Heers, Święta głupców i karnawały, przeł. Grażyna Majcher, 1995, s. 224 (koedycja z wyd. Marabut)
- Jacques Le Goff, Święty Ludwik, przeł. Katarzyna Marczewska, Agnieszka Kędzierzawska, Barbara Szczepańska, Michał Czajka, 2001, s. 806
- Alain Corbin, We władzy wstrętu. Społeczna historia poznania przez węch. Od odrazy do snu ekologicznego, przeł. Andrzej Siemek, 1998, s. 298
- Jean Favier, Wielkie odkrycia. Od Aleksandra do Magellana, przeł. Tomasz Radożycki, 1996, s. 470 (koedycja z wyd. Bellona)
- Philippe Contamine, Wojna w średniowieczu, przeł. Michał Czajka,1999, s. 374 (koedycja z wyd. Bellona)
- Henri-Irenée Marrou, Zmierzch Rzymu czy późna starożytność? III–VI wiek, przeł. Marek Węcowski, 1997, s. 158 (koedycja z wyd. Bellona)
- Jean-Paul Roux, Kobieta w historii i micie, przeł. Barbara Szczepańska, 2010, s. 288
- Jean Delumeau, Strach w kulturze Zachodu XIV–XVIII w. Oblężony gród, przeł. Adam Szymanowski, wyd. 2 poprawione, opr. red. Jan Gondowicz, 2011, s. 492
- Thierry Camous, Wschód-Zachód. 25 wieków wojen, przeł. Beata Losson, 2011, s. 352

## Seria O Wolność i Niepodległość
- Władysław Konopczyński, Konfederacja barska, t. 1 i 2, 1991, s. 982
- Walerian Kalinka, Sejm Czteroletni, t. 1 i 2, 1991, s. 514 i 554
- Wacław Tokarz, Wojna polsko-rosyjska 1830–1831,  t. 1 i 2, 1993, s. 588
- Józef Garliński, Oświęcim walczący, 1992, s. 292
- Bogdan Skaradziński, Polskie lata 1919–1920, t. 1: Polski rok 1919, t. 2: Sąd Boży, 1993, s. 346 i 454
- Sławomir Poleszak, Podziemie antykomunistyczne w łomżyńskiem i grajewskiem 1944–1957, 2004, s. 560
- Kazimierz Krajewski i Tomasz Łabuszewski, „Łupaszka”, „Młot”, „Huzar”. Działalność 5 i 6 Brygady Wileńskiej AK 1944–1952, 2002, s. 944 + 132 s. ilustracji
- Piotr Sierant, 2. pułk piechoty Legionów Armii Krajowej,  1996, s. 306 (koedycja z wyd. Bellona)
- Bolesław Waligóra, Dzieje 85 pułku strzelców wileńskich, 1994, s. 440
- Mirosław Filipiak i Michał Karpowicz, Elita jazdy polskiej, 1995, s. 236 (koedycja z wyd. Bellona)
- Stefan Orzechowski, Historia walk 5 Kresowej Dywizji Piechoty, 1998, s. 202 (koedycja z wyd. Bellona)
- Szymon Askenazy, Napoleon a Polska, 1994, s. 704 (koedycja z wyd. Bellona)
- Eugeniusz Wawrzkowicz i Józef Klink, Obrona Lwowa 1–22 listopada 1918, t. 1–3, t. 1 i 2: Źródła do dziejów walk o Lwów i województwa południowo-wschodnie 1918–1920. Relacje uczestników, 1991, 1993, s. 864, t. 3: Organizacja listopadowej obrony Lwowa. Ewidencja uczestników walk. Lista strat, 1994, s. 444
- Piotr Niwiński, Okręg Wileński AK w latach 1944–1948, 1999, s. 408
- Zbigniew Gnat-Wieteska, Pierwszy Pułk Strzelców Konnych 1806–1944, 1995, s. 240 (koedycja z wyd. Bellona)
- Józef Garliński, Polska w drugiej wojnie światowej, 1994, s. 388 (koedycja z wyd. Bellona)
- Wacław Lipiński, Walka zbrojna o niepodległość Polski w latach 1905–1918, 1990, s. 438
- Tadeusz Kutrzeba, Wojna bez walnej bitwy, 1998, s. 408  (koedycja z wyd. Bellona)
- Bronisław Pawłowski, Wojna polsko-austriacka 1809 r., 1999, s. 462 (koedycja z wyd. Bellona)
- Adam Wolański, Wojna polsko-rosyjska (1792) r., 1996, s. 736 + mapy (koedycja z wyd. Bellona)
- Wiesław Wysocki, 10 Pułk Piechoty 1918–1939, 1997, s. 200 (koedycja z wyd. Bellona)
- Lechosław Karczewski i Eugeniusz Pokrowski, 21 Warszawski Pułk Piechoty „Dzieci Warszawy”, z Bellona, 1997, s. 188 + 16 stron ilustracji
- Rafał Wnuk, Lubelski Okręg AK, DSZ i WiN 1944–1947, 2000, s. 530
- Kazimierz Krajewski i Tomasz Łabuszewski, Białostocki Okręg AK-AKO, 1997, s. 854 (koedycja z wyd. Bellona)
- Michał Klimecki, Polsko-ukraińska wojna o Lwów i Galicję Wschodnią 1918–1919, 2000, s. 292
- Zenon Kachnicz, Konspiracja antykomunistyczna na Pomorzu Środkowym 1945–1956, 2005, s. 274

## Seria Czarna
- Roger Caillois, Człowiek i sacrum, przeł. Ewa Burska i Anna Tatarkiewicz, 2009, wyd. 2, s. 246
- Roger Caillois, Gry i ludzie, przeł. Anna Tatarkiewicz i Maria Żurowska, 1997, s. 180
- Hugo Ott, Martin Heidegger. W drodze do biografii, przeł. Janusz Sidorek, 1997, s. 318
- Jean Delumeau, Uczony i wiara, przeł. Jan Grosfeld, 1998, s.
- Christian Graf von Krockow, O niemieckich mitach, przeł. Adam Romaniuk,1966, s. 176
- Paul Valadier, Pochwała sumienia, przeł. Maria Żerańska, 1997, s. 192
- A. Alvarez, Bóg Bestia. Studium samobójstwa, przeł. Łukasz Sommer, 1997, s. 242
- Jurij Drużnikow, Rosyjskie mity. Od Puszkina do Pawlika Morozowa, przeł. Franciszek Ociepka i Maria Putrament, 1998, s. 284
- Wojciech Chudy, Filozofia kłamstwa. Kłamstwo jako fenomen zła w świecie osób i społeczeństw, 2003, s. 564
- Richard Schechner, Przyszłość rytuału, przeł. Ryszard Kubikowski, 2000, s. 272
- André Comte-Sponville, Mały traktat o wielkich cnotach, przeł. Halina Lubicz-Trawkowska i Krzysztof Trawkowski, 2000, s. 290
- Victor Turner, Od rytuału do teatru. Powaga zabawy, przeł. Małgorzata i Jacek Dziekanowie, 2005, s. 208
- Friedrich August von Hayek, Nadużycie rozumu, przeł. Zygmunt Simbierowicz, 2002, s. 230
- Wojciech Józef Burszta, Strategie śmierci – formy umierania. Świadectwa literackie i kulturoznawcze, 2004, s. 296
- David Kertzer, Rytuał, polityka, władza, przeł. Zygmunt Simbierowicz, 2010, s. 304
- Marc Augé, Duch pogaństwa, przeł. Krzysztof Wakar, 2010, s. 352

## Alfa i Omega
- Roland Edighoffer, Różokrzyżowcy, przeł. Katarzyna Marczewska, 1998, s. 214
- Georges Minois, Historia piekła, przeł.  Agnieszka Kędzierzawska i Barbara Szczepańska, 1998, s. 218
- Pierre Grimal, Mitologia grecka, przeł. Katarzyna Marczewska, 1998, s. 186
- Madeleine Hours-Miédan, Kartagina, przeł. Katarzyna Marczewska, 1998, s. 176
- Jean Vernette, Reinkarnacja, przeł. Agata Sałuda, 1999, s. 206
- Jean Flori, Rycerstwo w średniowiecznej Francji, przeł. Agnieszka Kuryś, 1999, s. 182 (koedycja z wyd. Mado)
- Jean Vernette, Sekty, przeł. Agnès Delahaye, Maria Hoffman, 1998, s. 206
- Andrzej Krawczyk, Praska wiosna 1968, 1998, s. 200
- Michel Barnniard, Wczesne średniowiecze na Zachodzie, przeł. Agnieszka Kuryś, 1998, s. 206
- Jean-François Noël, Święte cesarstwo, przeł. …, 1998, s.